# Escut del Sudan del Sud
L'escut del Sudan del Sud, més aviat un emblema que no pas un escut heràldic, fou adoptat el juliol del 2011 després que aquest nou estat s'independenditzés mitjançant referèndum de la República del Sudan. Abans de la independència, el Sudan del Sud n'era una regió autònoma.
El disseny de l'emblema va ser aprovat pel gabinet del govern autònom del Sudan del Sud l'abril del 2011, havent estat prèviament aprovat per l'Assemblea Legislativa del Sudan del Sud el maig d'aquell any.
L'element principal és un pigarg africà amb les ales esteses, carregat d'un escut defensiu tradicional que porta acoblades al darrere una llança i una pala passades en sautor. L'ocell, comú a la major part de regions sud-sudaneses, és representat mirant cap a la destra i aguanta amb les urpes una cinta amb el nom oficial de l'estat en anglès: REPUBLIC OF SOUTH SUDAN ('República del Sudan del Sud') i, al damunt, el lema nacional, també en anglès: JUSTICE – LIBERTY – PROSPERITY ('Justícia – Llibertat – Prosperitat'). Aquest ocell de la família de les àguiles significa visió, força, resistència i majestat, mentre que l'escut i la llança simbolitzen la resolució del poble a l'hora de protegir la sobirania de la República; la pala al·ludeix al treball per tal d'alimentar el poble.

## Escuts utilitzats anteriorment

Escut del govern autònom del Sudan del Sud (2005-2011)
Escut no oficial (2005-2011)

El govern autònom del Sudan del Sud (2005-2011), encara sota administració sudanesa, feia servir un emblema consistent en l'escut del Sudan, representat per un ocell secretari, voltat per les inscripcions GOVERNMENT OF SOUTHERN SUDAN ('Govern del Sudan del Sud') i el seu acrònim GOSS.
En el procés de transició cap a la independència, algunes agències i oficines del govern autònom van utilitzar un altre emblema similar als escuts dels estats veïns de Kenya i Uganda, consistent en un escut tradicional africà amb els colors de la bandera del Sudan del Sud, amb dues llances acoblades passades en sautor. Aguantaven l'escut un ocell bec d'esclop i un rinoceront, drets damunt una terrassa amb la representació dels conreus locals i les aigües del Nil, amb el lema «Justícia – Igualtat – Dignitat» en anglès.